# Gemenasiska sällskapet
Gemenasiska sällskapet, senare även kallat Skådespelare-sällskapet i Göteborg, var Göteborgs första fasta teatersällskap vilka höll till i stadens första teater, Comediehuset invigd 1779.

## Historia
I Dagligt allehanda i Stockholm 18 december 1778 tillkännagavs: »I dag kl. 6 e. m. visar sig uppå Kongl. Operahuset (Bollhuset) det nyligen från S:t Petersburg ankomna Gemenasiska sällskapet för första gången i sina konster uti ekvilibrier.» Sällskapet uppträdde på Bollhuset i Stockholm hela vintern 1778-79, och fick därefter privilegium på "fysiska och mekaniska konststycken" i den svenska landsorten.
Först leddes sällskapet av Paul German och Johan von Blanc. Den förre var lindansare vilket präglade teaterns första år, men German lämnade sällskapet och von Blanc ombildade det till ett rent dramatiskt teatersällskap. Vid något tillfälle bytte sällskapet namn till Skådespelare-sällskapet i Göteborg. John von Blanc lämnade sitt uppdrag 1785 varefter ledningen togs över av Andreas Widerberg (1786-1787), därefter av musikern Joh. Gustav Simson som dock dog efter bara några månader varmed han fru Lovisa Simson, slutligen tog över och som därmed blev Sveriges första kvinnliga teaterdirektör 1787–1792. Efter 1792 lade sällskapet ned och Comediehuset stängdes under en period innan andra teatersällskap tog över verksamheten i huset.
Sällskapet höll till i Comediehuset på Sillgatan, numera kallad Postgatan. Dess repertoar bestod bland annat av pjäser av Molière, Voltaire, Diderot och Holberg. Sällskapet uppförde också den första dokumenterade Shakespeareföreställningen i Göteborg. Den 13 november 1781 uppförde de på "Sillgateteatern", en fransk version av Romeo och Julia översatt av Jean-François Ducis 1778. Denna version var anpassad till franskt smakideal och mycket var borttaget eller omskrivet. Bland annat saknades balkongscenen och det fanns två slut, ett lyckligt och ett tragiskt.
I Göteborg verkar man dock ha använt det olyckliga slutet och föreställningen ska ha blivit en stor framgång.

## Sällskapets medlemmar
År 1781 räknades följande aktörer som medlemmar:
- Johan von Blanc
- Fru von Blanc
- Kjell Waltman
- Andreas Widerberg
- Johan Berger
- Jonas Wernström
- Greta Catarina Råberg
- Birgitta Maria Thorin
- Sven Lindström
- Henrik Schiertin
- Olof Ljunggren
- Ingeborg Stenbom

Sällskapets skådespelare bestod under 1788–89 års spelår av följande skådespelare:
- Johan Peter Lewenhagen, senare direktör för Seuerlings sällskap
- Maria Helena Lewenhagen (gift med Johan Peter Lewenhagen)
- Anders Lundquist
- Sofia Rebecka Rörström
- Magdalena Swennerberg
- Carl Petter Utberg
- Kjell Waltman
- Mamsell M. E. Warlund
- Jonas Wernström
- Anna Catharina Widebäck
- Andreas Widerberg
- Henric Niklas Scherlin